# Porcelánová pagoda
Porcelánová pagoda (čínsky v českém přepisu Pao-en-s’, pchin-jinem Bàoēnsì, znaky 报恩寺, doslova Chrám vděčnosti; často s přídavkem „velká“ – čínsky v českém přepisu Ta pao-en-s’, pchin-jinem Dà Bàoēnsì, znaky 大报恩寺) byl buddhistický chrám – pagoda – v Nankingu. Postaven byl v letech 1412–1422 na příkaz císaře Jung-le silami více než sta tisíc vojáků a dělníků. V mingské době byl jedním ze tří nejznamenitějších chrámů města, vedle chrámů Tchien-ťie a Ling-ku.

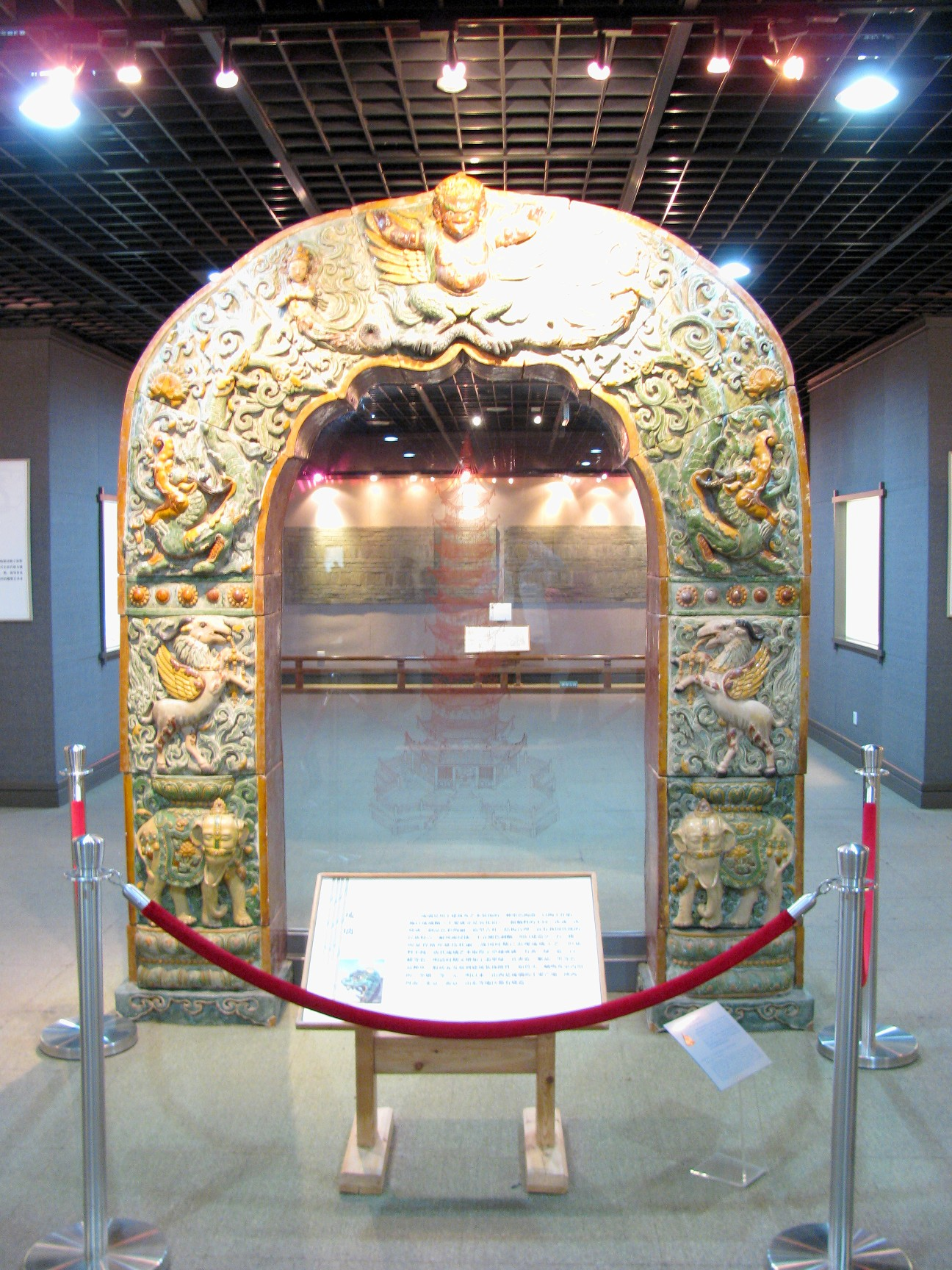
Detail pagody, v Nankingském muzeu

Osmihranná, 78 metrů vysoká pagoda, také zvaná „Porcelánová věž“, byla několik století architektonickou dominantou Nankingu. Byla postavena z bílých „porcelánových“ cihel. Evropští cestovatelé ji považovali za jeden z divů Číny. Roku 1801 úder blesku zničil tři vrchní patra, ale věž byla brzy opravena. Roku 1856, během povstání tchaj-pchingů byla povstalci zbořena, aby ji vládní vojáci nemohli použít jako pozorovatelnu.